# Jan Kuczborski (zm. 1697)
Jan Kuczborski herbu Ogończyk (zm. w 1697 roku) – kasztelan rypiński w latach 1669–1696.
W 1674 roku był elektorem Jana III Sobieskiego z ziemi dobrzyńskiej.